# Da Hip Hop Witch
Da Hip Hop Witch é um filme de comédia americano lançado em 2000, com direção de Dale Resteghini. O filme, uma paródia de A bruxa de Blair, traz no elenco Eminem, Ja Rule, Mobb Deep, Pras, Rah Digga e Vanilla Ice.

## Sinopse
Cinco adolescentes ficaram perdidos no gueto, e ficam aterrorizados quando encontram a "bruxa do Hip Hop". Um ano mais tarde, a sua filmagem foi encontrada.

## Elenco
- Eminem — Ele mesmo
- Ja Rule — Ele mesmo
- Pras — Ele mesmo
- Vanilla Ice — Ele mesmo
- Rah Digga — Ela mesma
- Mobb Deep — Ele mesmo
- Charli Baltimore — Ela mesma
- Dale Resteghini — Will Hunting
- Spliff Starr — Ele mesmo
- Stacii Jae Johnson — Dee Dee Washington